# Osváth Tibor Ottó
Osváth Tibor Ottó (Szeged, 1906. május 28. – Budapest, 1963. augusztus 2.) magyar újságíró.

## Életpályája
1924–1942 között a Szegedi Napló és a Délmagyarország című szegedi lap munkatársa volt. 1931–1933 között a Szegedi Nemzeti Színház főtitkára volt. 1937-ben a Szegedi Tudományegyetemen jogi doktorrá avatták. 1943-ban, majd 1947–1951 között a Friss Újság szerkesztője volt. 1956–1963 között a Ludas Matyi című lap tördelőszerkesztőjeként dolgozott.

## Családja
Szülei: Osváth Pál és Laczkó Mária voltak. 1949-ben, Budapesten házasságot kötött Birman Katalinnal.
Sírja a Farkasréti temetőben található (42-2-41).